# Urbano Navarrete Cortés
Urbano Navarrete Cortés S.J. (Camarena de la Sierra, 25 de maio de 1920 — Cidade do Vaticano, 22 de novembro de 2010) foi um sacerdote cardeal espanhol, antigo reitor da Pontifícia Universidade Gregoriana, criado cardeal no Consistório Ordinário Público de 2007 com o título de Cardeal-diácono de S. Ponziano